# Sto minuta Slave (2004.)
Sto minuta Slave, hrvatski dugometražni film iz 2004. godine.